# Hecatostemon completus
Hecatostemon completus là một loài thực vật có hoa trong họ Liễu. Loài này được (Jacq.) Sleumer mô tả khoa học đầu tiên năm 1978.